# Antonio Urdinarán
Antonio Urdinarán Barrena (* 30. Oktober 1898 in Montevideo; † 8. Juni 1961 ebenda) war ein uruguayischer Fußballspieler. Der rechte Verteidiger war Kadermitglied, als Uruguay 1924 in Frankreich Olympiasieger wurde und gewann drei Mal die Südamerikameisterschaft und mehrere Landesmeistertitel mit Nacional. Er ist der ältere Bruder von Santos Urdinarán, der ebenso ein erfolgreicher Fußballer in jener Ära war.

## Verein
Der Abwehrspieler Urdinarán wechselte 1917 von Defensor Sporting in Montevideo zu Nacional in der Primera División, wo er bis 1927 oder später blieb. In jener Zeit gewann Nacional die Meisterschaften von 1917, 1919, 1920, 1922, 1923 und 1924 sowie die Copa Competencia der Jahre 1919, 1921 und 1923. Anfang 1927 war er mit Nacional auf der historischen Nordamerikareise des Vereins.

## Nationalmannschaft
Urdinarán absolvierte für die uruguayische Nationalmannschaft zwischen dem 18. Juli 1916 und dem 17. Dezember 1922 17 Länderspiele, in diesen erzielte er zwei Treffer.
Er nahm mit der Nationalelf an den Südamerikameisterschaften  von 1916, 1917, 1920 und 1922 teil, wobei Uruguay 1916, wo Urdinarán nicht zum Einsatz kam, 1917 und 1920 den Titel gewann. Viele hielten ihn 1919 für den besten Verteidiger in Uruguay, aber es heißt, dass er aus verbandspolitischen Gründen keine Berücksichtigung für die Südamerikameisterschaft 1919, die in Brasilien stattfand und wo Uruguay Zweiter wurde, fand. Bei den Olympischen Sommerspielen 1924 feierte Urdinarán mit dem Kader der Celeste seinen größten Karriereerfolg und wurde Olympiasieger, wenngleich er zu keinem Einsatz kam.
Auch kam er bei der Copa Newton 1916, 1917, wo Uruguay die Trophe gewann, und 1922, der Copa Lipton 1917 und 1922, der Copa Gran Premio de Honor Argentino 1920 sowie bei der Copa Gran Premio de Honor Uruguayo 1922 zum Einsatz.

## Erfolge

### Nationalmannschaft
- Olympiasieger: 1924 (ohne Einsatz)
- Südamerikameister: 1916 (ohne Einsatz), 1917 und 1920
- Copa Newton: 1917

### Verein
- Uruguayischer Meister: 1917, 1919, 1920, 1922, 1923 und 1924
- Copa Competencia: 1919, 1921 und 1923